# Berlínská brána
Berlínská brána, polsky Brama Berlińska a německy Berliner Tor, je jednou z bran pevnosti Kostrzyn a to v její severní části u německo-polské státní hranice na pravém břehu veletoku Odra v západním Polsku. Nachází se také v městské části Stary Kostrzyn města Kostrzyn nad Odrą (Kostřín) v okrese Gorzów v Lubušském vojvodství a v mezoregionu Kotlina Freienwaldzka.

## Historie brány

### Prvotní stavba
Berlínská brána byla postavena z cihel ve 2. polovině 16. století, zpočátku jako jednokomorová brána a nazývala se Brama Gorzyńska. Byla poslední ze tří vstupních bran, kterými bylo nutné projít při vstupu do pevnosti. V té době měla vnější přístup pouze po dřevěném padacím mostě. Pro veřejnost byla otevřena až v roce 1604 od rána do soumraku a to pouze  z obranných důvodů. Nad bránou se nacházela budova, která byla sídlem velitele posádky.

### Přestavba v 19. století
Dnešní podobu a název získala brána až v letech 1877–1879, kdy byl most nahrazen širokou hrází a byla postavena i druhá vstupní komora brány, především z dopravních důvodů. V 19. století byl nad branou zřízen služební byt inženýra pevnosti Kostrzyn. Bránou také projížděla dvoukolejná tramvajová trať. V místnostech brány je nyní zřízeno turistické informační středisko, výstava artefaktů ze Starého a Nového Kostřína, kde nejzajimavější zajímavostí muzea je cínové víko rakve markraběnky Kateřiny Brunšvické (1518-1574), manželky zakladatele pevnosti markraběte Johanna Hohenzollerna. V informačním středisku se pořádají také přednášky a prezentace v rámci každoročních Dnů pevnosti Kostrzyn (Dni Twierdzy Kostrzyn). Z finančních prostředků EU byla brána restaurována a patří mezi hlavní turistické atrakce Kostřína.

## Další informace
Brána je celoročně volně přístupná.

## Galerie

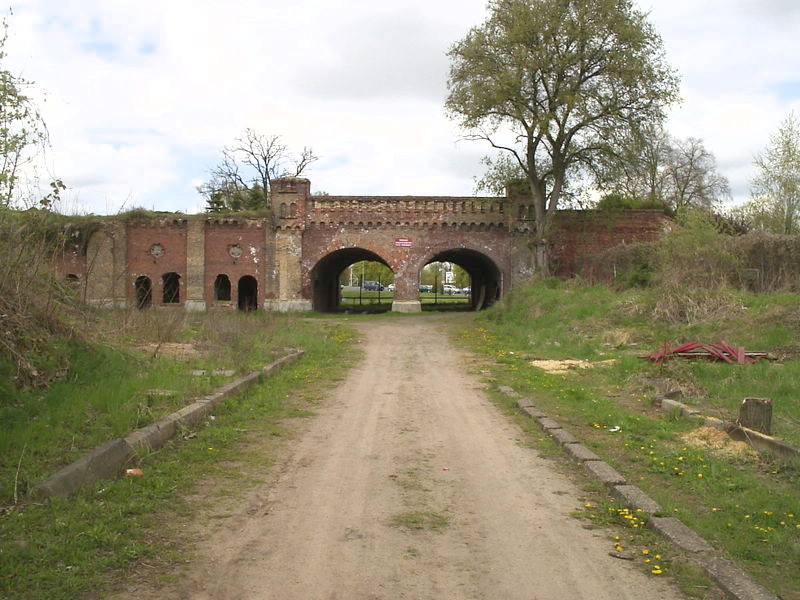
Berlínská brána (2006)
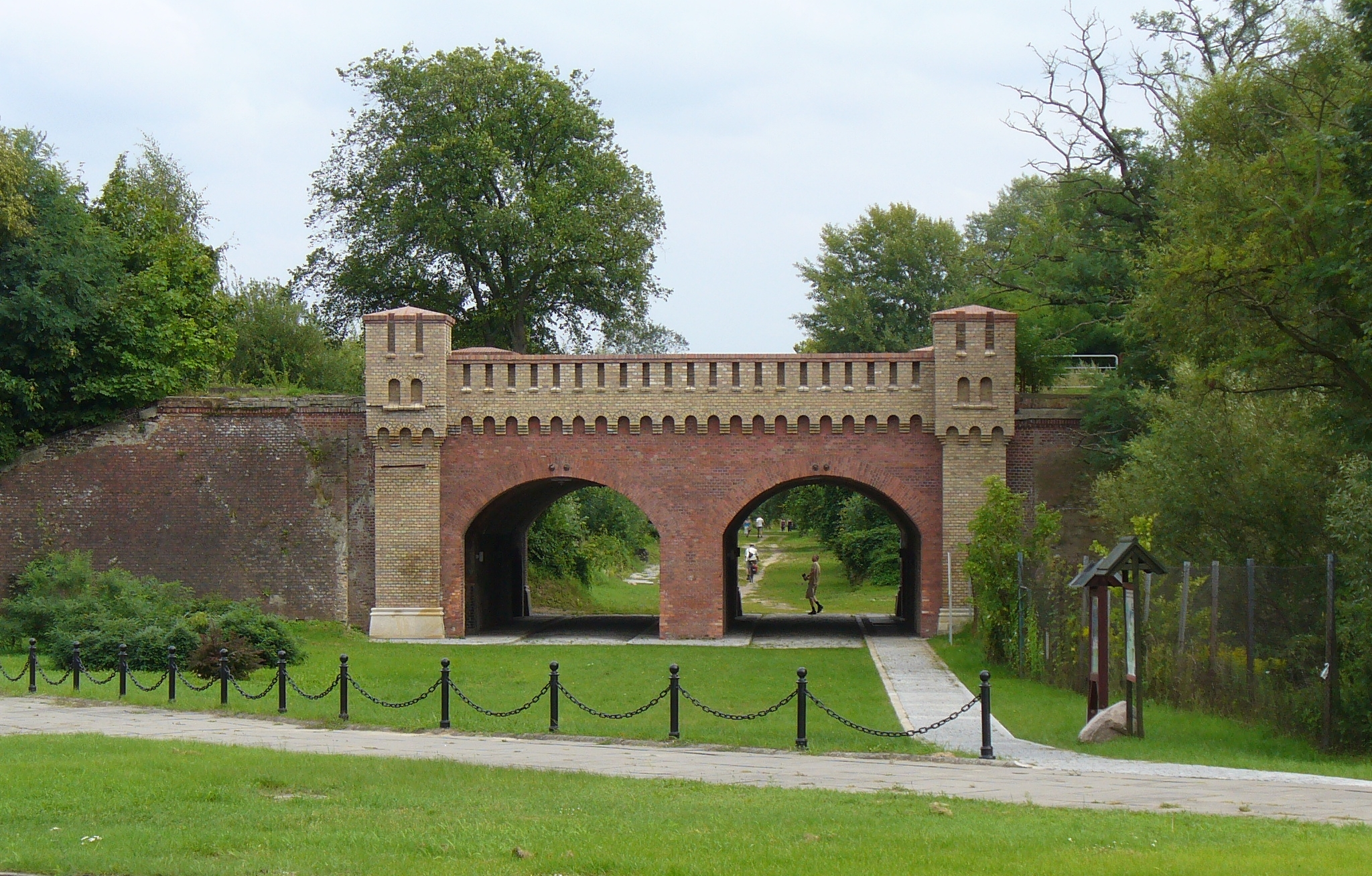
Berlínská brána po restaurování (2011)
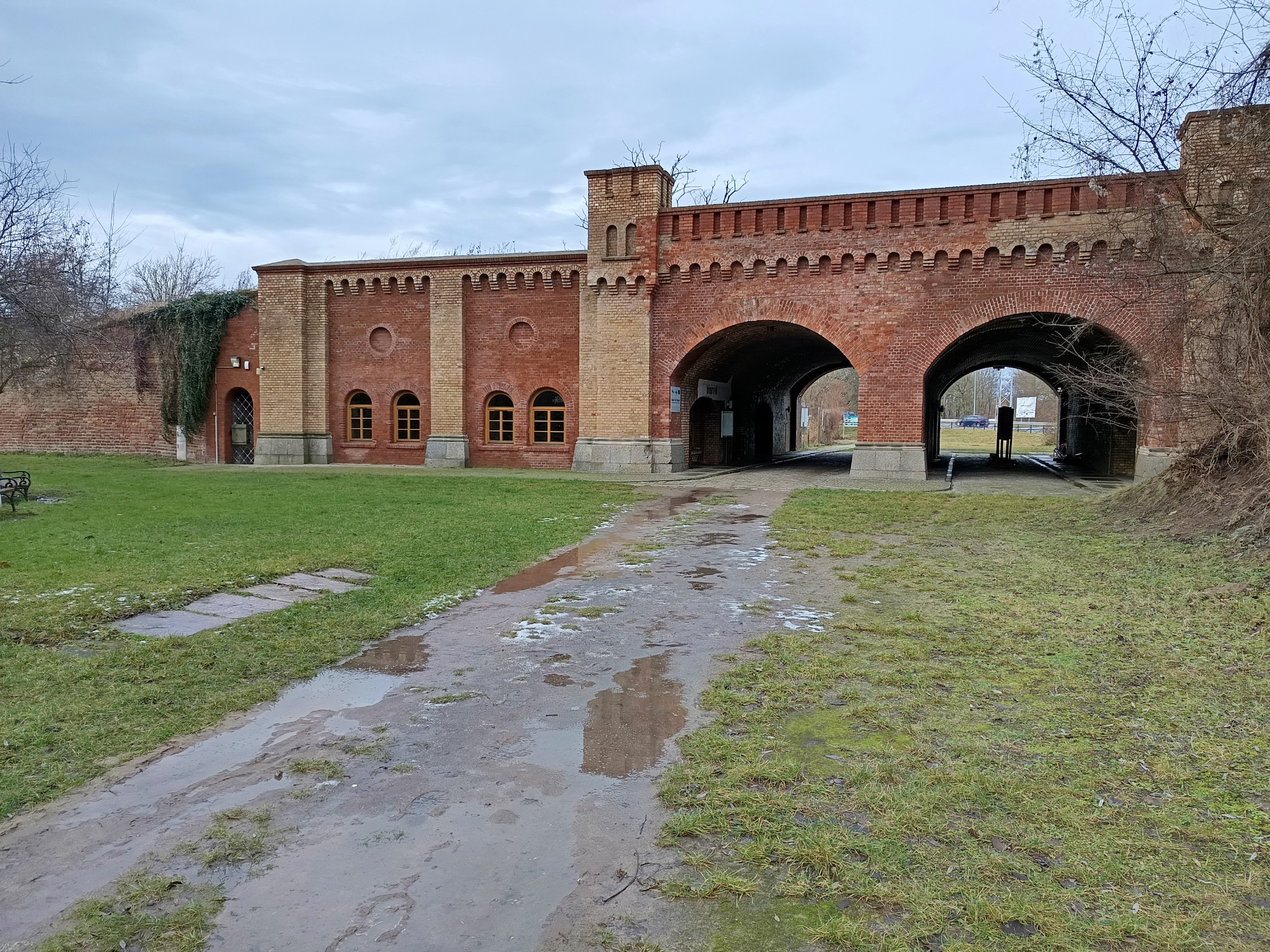
Berlínská brána (Leden 2025)
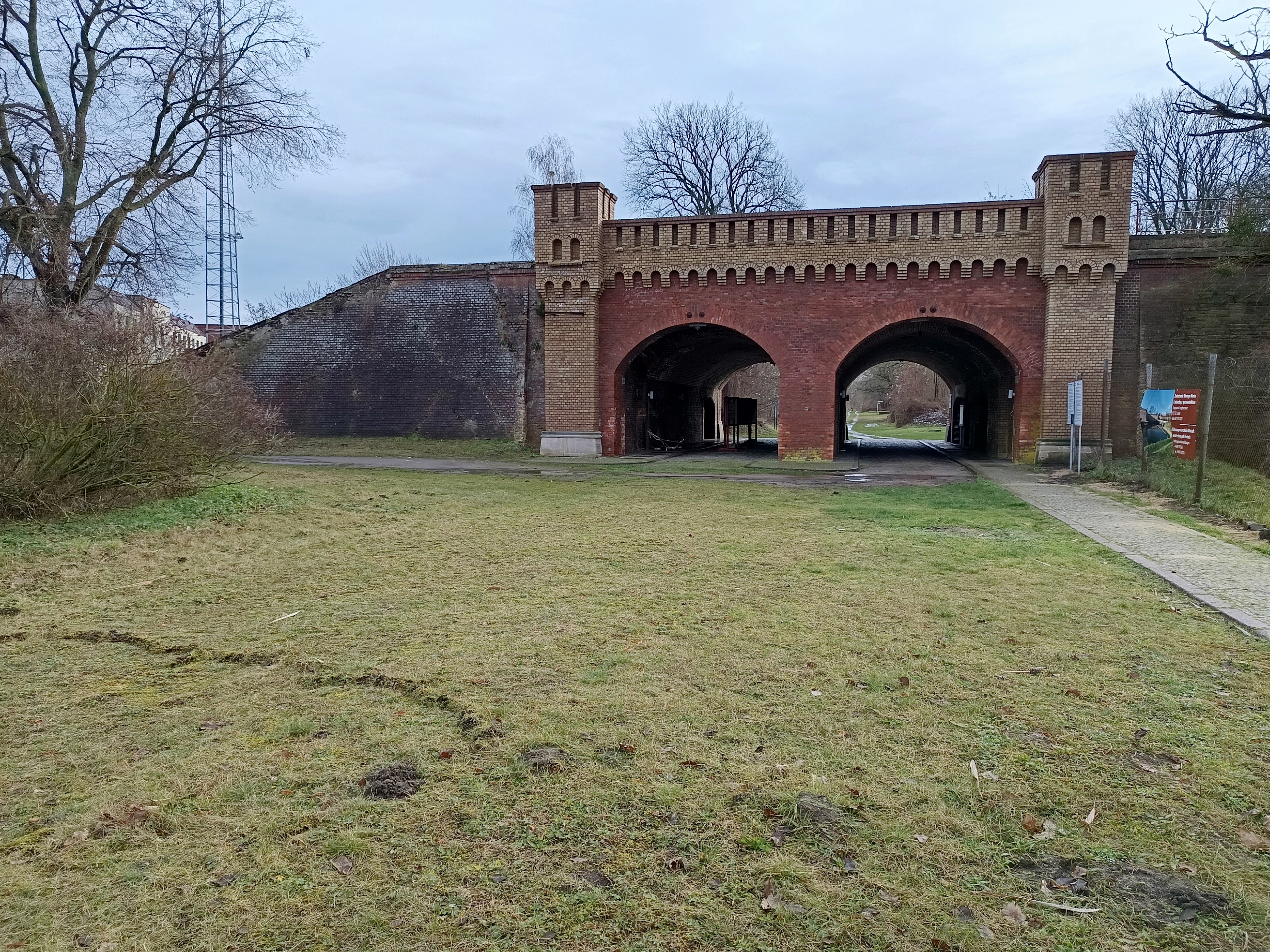
Berlínská brána (Leden 2025)
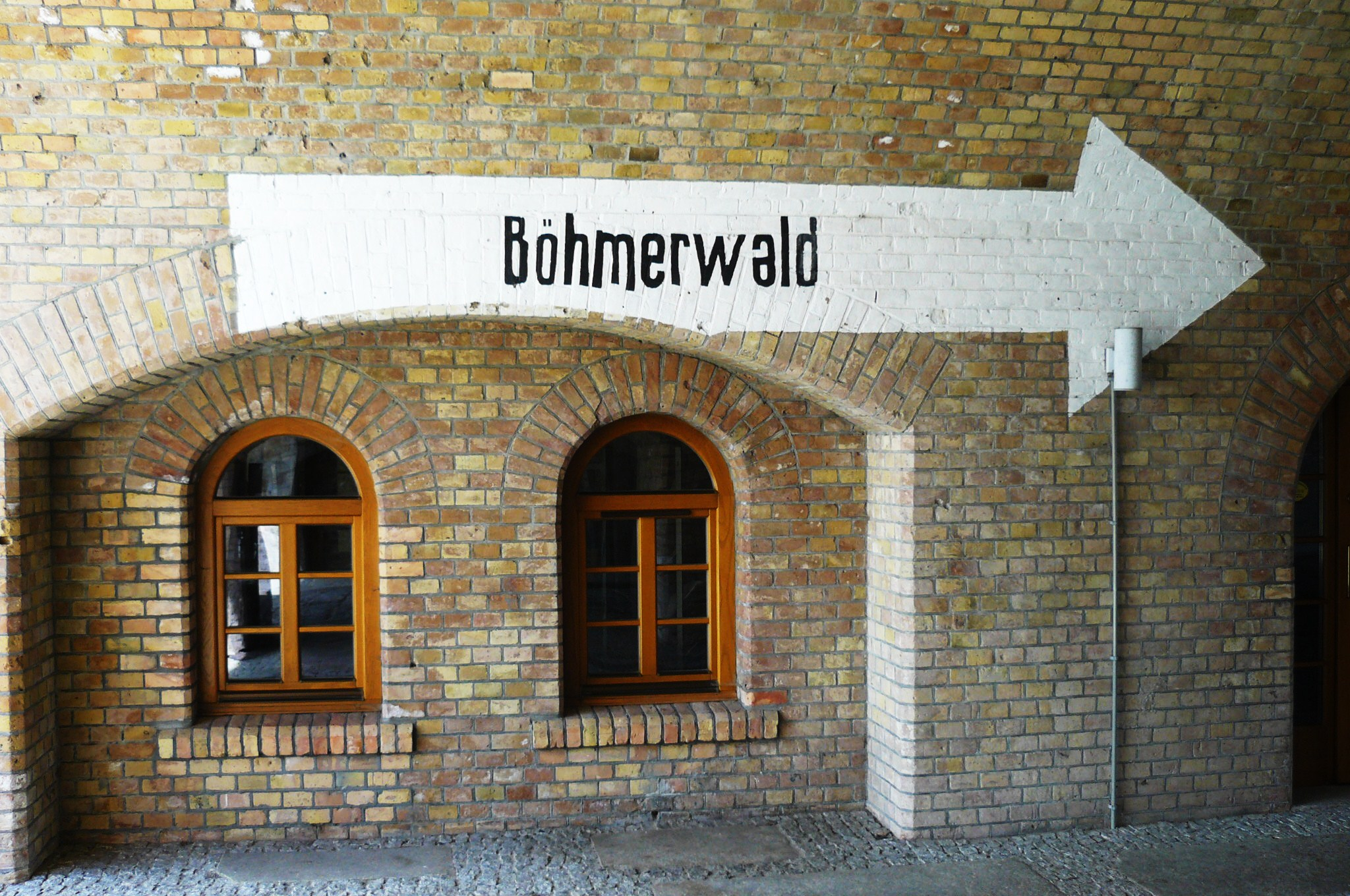